# Arman Yeremian
Arman Yeremian –en armenio, Արման Երեմյան– (Ereván, 29 de enero de 1986) es un deportista armenio que compite en taekwondo. Ganó dos medallas en el Campeonato Europeo de Taekwondo, oro en 2008 y plata en 2016.

## Palmarés internacional
| Campeonato Europeo | Campeonato Europeo | Campeonato Europeo | Campeonato Europeo |
| Año                | Lugar              | Medalla            | Categoría          |
| ------------------ | ------------------ | ------------------ | ------------------ |
| 2008               | Roma (Italia)      | Medalla de oro     | –78 kg             |
| 2016               | Montreux (Suiza)   | Medalla de plata   | –87 kg             |